# プルパップ
もしかして
- ブルパップ方式

ではありませんか？